# JauneOrange
Créé en 2000, JauneOrange  est un groupe belge de rock formé par un collectif de musiciens liégeois.
Avec les années, ses activités se sont développées : aujourd’hui, en plus du collectif, JauneOrange est un label indépendant, un tourneur et un organisateur de concerts et d'un festival (le Micro Festival).

## Le Collectif
Le collectif a vu le jour en février 2000 à l’initiative de musiciens issus de la ville de Liège. Réunis par une passion commune pour la musique et des affinités humaines, leur volonté est de défendre leurs projets ensemble plutôt que chacun de leur côté.
Depuis lors, le collectif est en évolution constante, mais conserve sa démarche DIY et son soutien à la scène locale.

### Liste des groupes du Collectif
| - 7evenPm - Airport City Express - Blue Velvet - Cocaine Piss - Colonel Bastard - Dan San - discochoc - El National Quarterback | - Elvy - Fastlane Candies - Gaëtan Streel - Girls in Hawaii - Glass Museum - Hollywood Porn Stars - Leaf House - Malibu Stacy | - MLCD [My Little Cheap Dictaphone] - MMM - Naked Passion - Pale Grey - Piano Club - run SOFA - Superlux | - The Experimental Tropic Blues Band - The Feather - The K. - The Scrap Dealers - Tsu - Zythum |

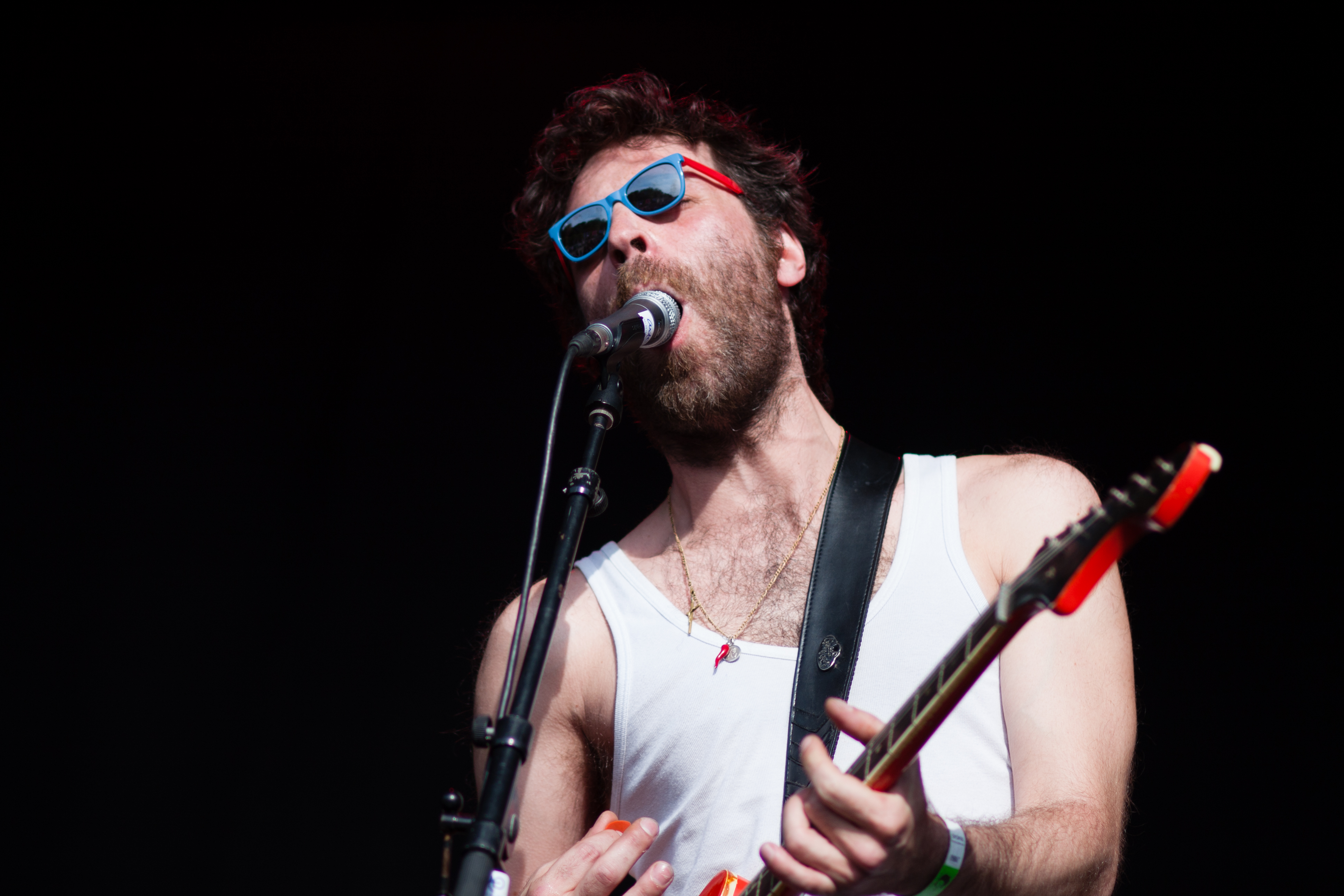
TETBB sur scène aux Fêtes de la Musique 2012 à Bruxelles

* Les groupes en italiques sont des groupes qui n’existent plus.

## Le label
Depuis ses débuts, JauneOrange avait pour habitude de publier des compilations reprenant des morceaux des différents groupes membres du collectif.
En 2006, le collectif décide alors de créer son propre label pour sortir les albums de certains de ses groupes, dont le catalogue est repris ci-dessous. 

### Liste des groupes du label
| - **Two-Star Hotel - Airport City Express - Dan San - El National Quarterback | - Fastlane Candies - Gaëtan Streel - Leaf House - Pale Grey | - Piano Club - The Experimental Tropic Blues Band - The Feather - The K. | - The Scrap Dealers |

- Les groupes en italiques sont des groupes qui n’existent plus.

### Discographie du label
| - 2007 : My Little Cheap Dictaphone – Small Town Boy - 2008 : Elvy – Sociophobia (EP) - 2009 : Airport City Express – Away From Weathering Sun (EP) - 2009 : The Experimental Tropic Blues Band – Captain Boogie - 2009 : Compile JO Vol.4 - 2010 : Dan San – Pillow (EP) - 2010 : Piano Club – Andromedia - 2010 : El National Quarterback – Monarchs - 2011 : Pale Grey – Put Some Colors (EP) - 2011 : Fastlane Candies – Cold Cold Caribbean (EP) - 2011 : The Experimental Tropic Blues Band – Liquid Love - 2012 : Dan San – Domino (LP et EP) | - 2012 : Gaëtan Streel – One Day At A Time - 2012 : The K. – My Flesh Reveals Millions Of Souls - 2013 : Piano Club – Colore - 2013 : Pale Grey – Best Friends - 2013 : Leaf House – Allthafa (EP) - 2013 : The Feather – Invisible - 2013 : Fastlane Candies – Telenovelas - 2014 : The Scrap Dealers – Red Like Blood (45 T) - 2014 : Leaf House – LLEEAAFFHHOOUUSSEE - 2014 : The Experimental Tropic Blues Band – The Belgians (LP et EP) - 2014 : The Scrap Dealers]– The Scrap Dealers (EP) |

## Bookinget organisation de concerts

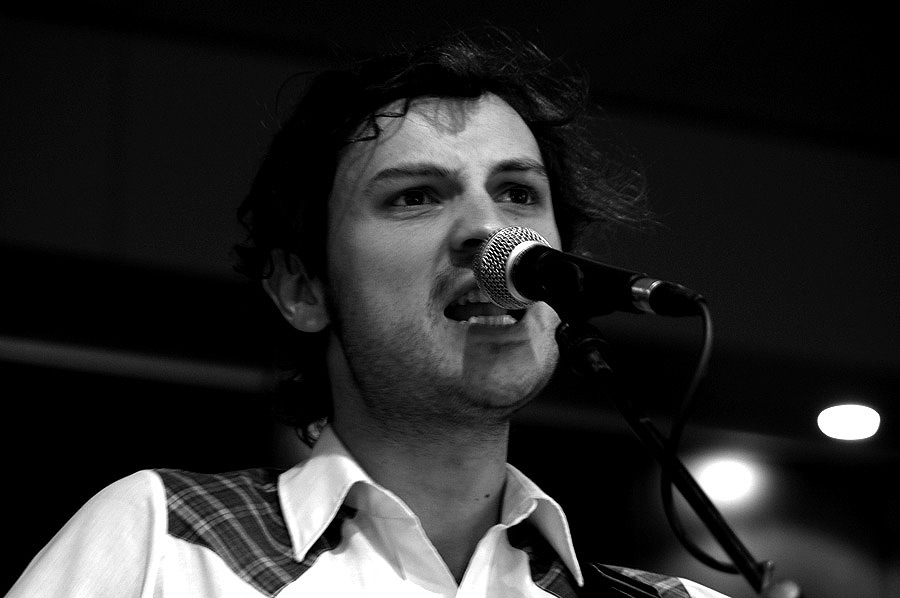
MLCD à la Fnac de LLN en 2006

En parallèle à la création du label, 2006 est aussi l’année où JauneOrange a débuté en tant que tourneur. Cependant, à la différence du label, ils font jouer des groupes qui ne sont pas nécessairement issus du collectif.
Depuis lors, JauneOrange organise des concerts à Liège de groupes issus de leur collectif, mais aussi de groupes locaux et étrangers dont l’univers musical leur plaît.

## Le Micro Festival
Depuis 2010, JauneOrange organise également un festival d’été : le Micro Festival. Il a lieu le premier week-end du mois d’août sur le site de l'Espace 251 Nord à Liège, et la programmation s'étend sur deux jours depuis 2012.
Ce festival est né de l’envie du collectif d’en revenir à certains fondamentaux et de programmer des artistes de tous horizons, loin du line up commercial des gros festivals belges. Cet événement axé donc sur la découverte et la diversité musicale attire quelque 2000 festivaliers curieux sur le week-end. On y retrouve bien entendu des groupes issus du collectif, mais aussi d’autres artistes belges et étrangers. Cette année, le Micro Festival aura lieu le 7 et 8 août 2015.